# Muž bez domova
Muž bez domova (v anglickém originále Travelling Man) je britský televizní seriál z let 1984 a 1985. Hlavním hrdinou je bývalý policista Alan Lomax (představuje se jako „Lomax, pro přátele Max“), který usiluje o očistu svého jména poté, co strávil několik let ve vězení pro křivé obvinění z korupce. Žije na obytném člunu jménem Harmony s papouškem Frankiem, brázdí anglické plavební kanály, na vlastní pěst řeší různé kriminální případy a pátrá po svém ztraceném synovi. Hlavní roli hrál Leigh Lawson.
Československá televize odvysílala v roce 1989 jedenáct ze třinácti dílů tohoto seriálu. Hlavního představitele daboval Marcel Vašinka.

## Seznam dílů
- První kroky
- Výběrčí
- Zbloudilá střela
- Výstraha
- Komplic
- Nevítaný host
- Zkouška na smrt
- Jezdci
- Past
- Výbuch
- Poslední kolo